# Атлантски савет Србије
Атлантски савет Србије је непрофитна невладина нестраначка организација основана 13. јуна 2001. године са задатком да информише и едукује о организацији НАТО. Атлантски савез Србије је огранак Асоцијације атлантског споразума (АТА).

### Историјат
Организације зване Атлантски савет постоје у већини НАТО-држава и држава укључених у Партнерство за мир. Познате личности које су дале допринос овој организацији су: Роналд Реган, Мајкл Дукакис, Збигњев Бжежински и бивши амерички генерали Колин Пауел и Брент Скоукрофт. Међу оснивачима Савета у Србији су афирмисане личности из области дипломатије, бизниса, политичке аналитике, права, новинарства, маркетинга, војни и полицијски аналитичари, људи са Универзитета и истакнути појединци из других сфера јавног живота. Оснивајући Савет, они су пошли од уверења да је главни национални интерес Србије њено укључивање у евроатлантске интеграције. То је једини начин да се спречи даља дезинтеграција земље и да се нормализују односи са суседима и светом. Витални национални интерес Србије је да се трајно успоставе мир и стабилност у региону и да се на тај начин створе услови за економски опоравак земље. .

#### Програм
Атлантски савет Србије (АСС) је невладина и непрофитна организација која је основана да би испунила два основна циља:
- прво, да у Србији промовише евроатлантске идеје и подстиче активности на укључивању споменуте земље у евроатлантске интеграције и
- друго, да промовише интересе Србије у евроатлантској заједници и да, на тај начин, трајно подржава спољнополитичку оријентацију наше земље.

Атлантски Савет Србије је члан Асоцијације атлантског уговора (АТА), мреже невладиних организације у чијем се чланству налази 40 националних АТА организација. Основни циљеви АТА се заснивају на Повељи Уједињених нација: чланице ове асоцијације истичу своју жељу да живе у миру са свим народима и владама, да штите слободу и цивилизацијске вредности својих нација које су засноване на начелима демократије, индивидуалних слобода и владавине права, да теже унапређењу стабилности и благостања у евроатлантској области, али и да уједине своје народе кроз програме колективне одбране и очувања мира и безбедности.

#### Циљеви
Атлантски савет Србије се залаже::
- За ширење евроатлантских идеја и вредности, јер су оне услов за укључивање Србије у евроатлантске интеграције. Српској јавности, економским и политичким субјектима, невладиним организацијама и грађанима Србије потребно је изложити предности тих интеграција и приближити принципе организовања, функционисања и деловања евроатлантских структура и институција, посебно Савета Европе, ОЕБС-а, «Партнерства за мир» и других организација и тела, јер је то битан услов укључивања Србије у породицу европских народа и држава. АСС ће развити посебан програм промоције евроатлантских идеја и у његовом спровођењу ће сарађивати са свим проевропски оријентисаним организацијама у земљи и региону, као и са медијима и истраживачким институцијама.
- За развијање демократије, цивилног друштва, заштите људских права и права мањина, правне државе, за демократску контролу војске и полиције, једном речју, за усвајање свих политичких, економских и вредносних стандарда који нашу земљу приближавају европској заједници народа. То је сложен процес у коме се неминовно мењају институције, друштвени односи, политичка схватања, стратешка и тактичка опредељења политичких субјеката, као и свест људи, њихове вредносне оријентације и веровања.
- Савет се залаже за укључивање Србије у постојеће одбрамбене и безбедносне системе у Европи. Један од таквих система је «Партнерство за мир» - програм сарадње 26 земаља НАТО и 20 земаља у Европи и Азији, укључујући Руску федерацију и Украјину. Србија, Црна Гора и Босна и Херцеговина су једине земље ван те организације на огромном евроатлантском простору који стреми сарадњи и интеграцији. Јасно је колико је то крупан проблем са становишта наших националних, безбедносних, политичких и економских интереса. Савет треба да ради и на приближавању Србије НАТО-у.
- Укључивање Србије у «Партнерство за мир» и друге европске безбедносне интеграције значи и темељну реформу система одбране, редукцију војних ефектива, излазак из изолационизма и успостављање међународне војне сарадње и развијање цивилно-војних односа на савременим демократским принципима. То су циљеви које ће Атлантски Савет Србије трајно подржавати и афирмисати[1].

Мото Атлантског савета Србије је слоган: ЕВРОПА У СРБИЈИ - СРБИЈА У ЕВРОПИ

## Организација младих
Организација младих Атлантског савета Србије основана је на иницијативу АСС као његов саставни део, ради ширења евроатлантских идеја међу младом и академском популацијом. Организација на добровољној основи окупља младе људе који прихватају евроатлантске вредности и желе својим радом да допринесу прикључењу Србије у евроатлантске структуре.
Организација младих учествује у остваривању циљева и активности АСС, кроз Едукацију и Пројекте.
Едукација се остварује спровођењем различитих активности: предавања, семинари, округли столови, трибине и конференције. Те активности обухватају и контакте са медијима и презентацију материјала који се односе на циљеве АСС.
Организација младих АСС поред горе наведеног, активно учествује у раду и активностима YATA (Youth Atlantic Treaty Association).
Учешћем на међународним семинарима и конференцијама, успостављена је и сарадња са сродним организацијама на међународном нивоу
.